# 拉埃内克冰川
64°12′S 62°13′W / 64.200°S 62.217°W
拉埃内克冰川（英語：Laennec Glacier）是南極洲的冰川，位於帕默群島的布拉班特島東部，全長6公里，最終注入希爾灣，以法國醫學家勒内·拉埃内克命名，現時由南極條約體系管理。